# Wilhelm Hiller von Gaertringen
Friedrich Wilhelm Johann Ludwig baron Hiller von Gaertringen (né le 28 août 1809 à Pasewalk et mort le 3 juillet 1866 à Chlum) est un lieutenant général prussien.

## Biographie

### Origine
Issu de la famille noble Hiller von Gaertringen, Wilhelm est le fils du général prussien de l'infanterie August Hiller von Gaertringen et de sa première épouse Adelgunde Wilhelmine Friederike Philippine Antoinette, née von Hellen.

### Carrière militaire
Gaertringen rejoint le 1er régiment à pied de la Garde de l'armée prussienne le 16 octobre 1826. De 1834 à 1837, il étudie à l'école générale de guerre de Berlin et prend un congé en 1842/44 pour participer aux combats russes dans le Caucase. Après son retour, il devient premier lieutenant en 1845 en tant que commandant de compagnie au 3e régiment de la Landwehr de la Garde. Le 18 juin 1846, il est nommé adjudant d'aile du roi Frédéric-Guillaume IV. Avec sa promotion au grade de capitaine le 15 octobre 1846 devient un véritable adjudant d'aile. En 1849, il participe à la répression de la révolution à Bade en tant que major au siège du prince de Prusse. Il participe aux batailles d'Ubstadt, Durlach, Kuppenheim et Kirchheimbolanden. Après son retour de Bade, Hiller est de retour en service comme adjudant d'aile, devient lieutenant-colonel et commandant de la compagnie de sergents de la Garde le 22 mars 1853. Il est ensuite nommé au 2e régiment à pied de la Garde le 17 octobre 1854, puis nommé commandant du 2e régiment de grenadiers le 18 janvier 1855. Il renonce à ce commandement dès le 4 août 1856 et prend ensuite le commandement du 1er régiment à pied de la Garde. À ce poste, il est peu après promu colonel le 15 octobre 1856. Quittant sa relation d'adjudant d'aile, Hiller est nommé responsable de la 31e brigade d'infanterie et de la garnison de la forteresse de Mayence le 22 mars 1859. Lors de sa promotion au grade de major général le 31 mai 1859, il devient commandant de cette brigade. Peu après, il est rappelé de Mayence et nommé commandant de la 1re brigade d'infanterie de la Garde, et chargé de commander Potsdam. Après avoir été affecté au commandement de la 10e division d'infanterie le 19 décembre 1863, Hiller est nommé commandant de la 15e division d'infanterie le 9 janvier 1863 et promu lieutenant général le 25 juin 1864. À ce titre, Hiller participe aux grandes manœuvres russes à Saint-Pétersbourg en 1865. Au début de 1866, Guillaume Ier le nomme commandant de la 1re division de la Garde.
Pendant la guerre austro-prussienne, Hiller participé à la bataille victorieuse de Trautenau le 29 juin 1866, prend Königinhof et, le 3 juillet, contribue à l'heureuse issue de la bataille de Sadowa en se dirigeant vers Chlum, en occupant la place et en la défendant contre les attaques les plus violentes des nombreuses réserves ennemies. C'est là que Hiller est tombé, touché par un obus. Il est le plus haut gradé prussien à tomber lors de la bataille de Sadowa. Il est mortellement blessé au moment où le commandant de l'avant-garde du 1er corps d'armée indiquant que ce corps est arrivé en renfort.
Sa tombe d'honneur se trouve à l'ouest de l'église de Chlum dans le cimetière prussien.

### Récompenses
- Ordre de Saint-Vladimir de 4e classe en 1843
- Chevalier d'honneur de l'Ordre de Saint-Jean le 28 septembre 1844
- Croix de chevalier de l'Ordre du mérite militaire de Charles-Frédéric en 1849
- Ordre de la couronne de fer de 2e classe le 21 décembre 1852
- Commandeur de l'Ordre de la Maison Royale de Hohenzollern le 18 octobre 1861
- Commandeur de l'Ordre de l'Épée le 18 octobre 1861
- Étoile pour l'Ordre de l'Aigle Rouge de 2e classe avec des feuilles de chêne et des épées sur l'anneau le 2 mai 1863
- Ordre russe de Sainte-Anne de 1re classe le 28 août 1865
- Commandeur de l'ordre de la tour et de l'épée le 11 novembre 1865